# Viry-Noureuil
Pour les articles homonymes, voir Viry.
Viry-Noureuil est une commune française située dans le département de l'Aisne, en région Hauts-de-France.

## Géographie

### Hydrographie

#### Réseau hydrographique
La commune est située dans le bassin Seine-Normandie. Elle est drainée par le canal de Saint-Quentin, l'Oise, le Helot, le Fosse la Quesnoy, le canal 01 de la commune de Chauny, le canal 01 de la commune de Sinceny, le canal 01 de la commune de Viry-Noureuil, le canal de la commune de Sinceny, le cours d'eau 01 de la commune de Villequier-Aumont, le cours d'eau 01 des Sincamps, le cours d'eau 01 du le ru Besson et le fossé du Bois du Sart,,.
L'Oise prend sa source en Belgique, à 309 mètres d'altitude, dans l'ancienne commune de Forges et se jette dans la Seine à 20 mètres d'altitude, au Pointil en rive droite et en aval du centre de Conflans-Sainte-Honorine dans le département des Yvelines. D'une longueur 341 kilomètres, elle est presque entièrement navigable et bordée de canaux sur 104 kilomètres. Les caractéristiques hydrologiques de l'Oise sont données par la station hydrologique située sur la commune de Condren. Le débit moyen mensuel est de 33,2 m3/s. Le débit moyen journalier maximum est de 307 m3/s, atteint lors de la crue du 23 décembre 1993. Le débit instantané maximal est quant à lui de 317 m3/s, atteint le même jour.
Le Hélot, d'une longueur de 18 km, prend sa source dans la commune de Ugny-le-Gay et se jette  dans le ru de Pontoise à Ognes, après avoir traversé six communes.

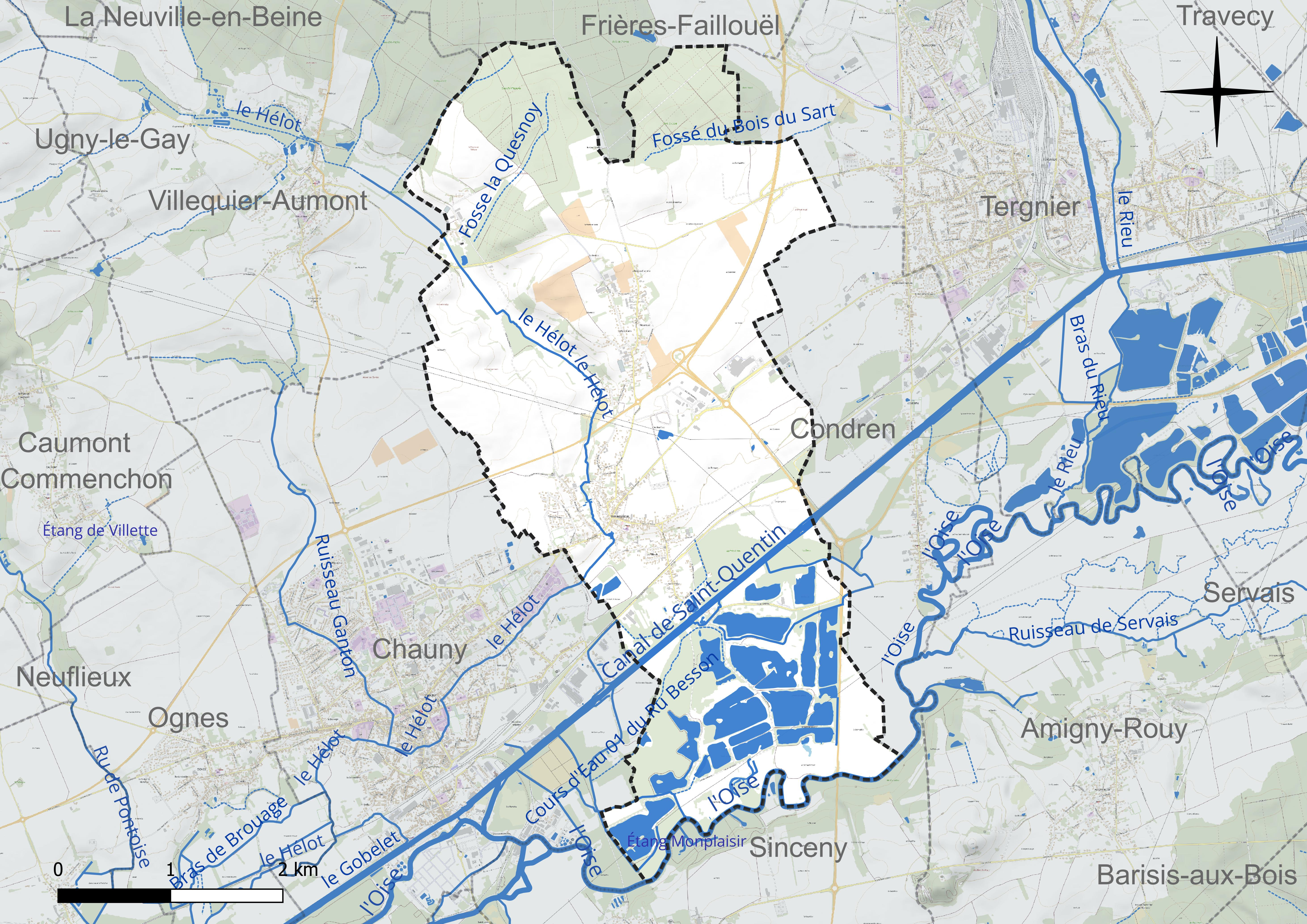
Réseau hydrographique de Viry-Noureuil.

Deux plans d'eau complètent le réseau hydrographique : la fosse à Coulons (15,8 ha) et l'étang Monplaisir (13,9 ha),.

#### Gestion et qualité des eaux
Le territoire communal est couvert par le schéma d'aménagement et de gestion des eaux (SAGE) « Oise moyenne ». Ce document de planification concerne un territoire de 1 013 km2 de superficie, délimité par le bassin versant de l'Oise moyenne. Le périmètre a été arrêté le 24 avril 2017 et le SAGE est, en 2024, encore en élaboration. La structure porteuse de l'élaboration et de la mise en œuvre est le syndicat mixte du SAGE Oise-Moyenne (SMOM).
La qualité des cours d'eau peut être consultée sur un site spécial géré par les agences de l'eau et l'Agence française pour la biodiversité.

### Climat
Pour des articles plus généraux, voir Climat des Hauts-de-France et Climat de l'Aisne.
En 2010, le climat de la commune est de type climat océanique dégradé des plaines du Centre et du Nord, selon une étude du CNRS s'appuyant sur une série de données couvrant la période 1971-2000. En 2020, Météo-France publie une typologie des climats de la France métropolitaine dans laquelle la commune est dans une zone de transition entre le climat océanique et le climat océanique altéré et est dans la région climatique Nord-est du bassin Parisien, caractérisée par un ensoleillement médiocre, une pluviométrie moyenne régulièrement répartie au cours de l'année et un hiver froid (3 °C).
Pour la période 1971-2000, la température annuelle moyenne est de 10,6 °C, avec une amplitude thermique annuelle de 15 °C. Le cumul annuel moyen de précipitations est de 680 mm, avec 11,2 jours de précipitations en janvier et 8,8 jours en juillet. Pour la période 1991-2020, la température moyenne annuelle observée sur la station météorologique la plus proche, située sur la commune de Chauny à 2 km à vol d'oiseau, est de 11,1 °C et le cumul annuel moyen de précipitations est de 709,9 mm,. Pour l'avenir, les paramètres climatiques de la commune estimés pour 2050 selon différents scénarios d'émission de gaz à effet de serre sont consultables sur un site spécial publié par Météo-France en novembre 2022.

## Urbanisme

### Typologie
Au 1er janvier 2024, Viry-Noureuil est catégorisée ceinture urbaine, selon la nouvelle grille communale de densité à 7 niveaux définie par l'Insee en 2022.
Elle appartient à l'unité urbaine de Chauny, une agglomération intra-départementale dont elle est une commune de la banlieue,. Par ailleurs la commune fait partie de l'aire d'attraction de Chauny, dont elle est une commune de la couronne,. Cette aire, qui regroupe 23 communes, est catégorisée dans les aires de moins de 50 000 habitants,.

### Occupation des sols
L'occupation des sols de la commune, telle qu'elle ressort de la base de données européenne d'occupation biophysique des sols Corine Land Cover (CLC), est marquée par l'importance des territoires agricoles (59,6 % en 2018), en diminution par rapport à 1990 (63 %). La répartition détaillée en 2018 est la suivante : 
terres arables (44,7 %), forêts (18,3 %), eaux continentales (12,2 %), prairies (12,1 %), zones urbanisées (6,7 %), zones industrielles ou commerciales et réseaux de communication (3,2 %), zones agricoles hétérogènes (2,8 %).
L'évolution de l'occupation des sols de la commune et de ses infrastructures peut être observée sur les différentes représentations cartographiques du territoire : la carte de Cassini (XVIIIe siècle), la carte d'état-major (1820-1866) et les cartes ou photos aériennes de l'IGN pour la période actuelle (1950 à aujourd'hui).

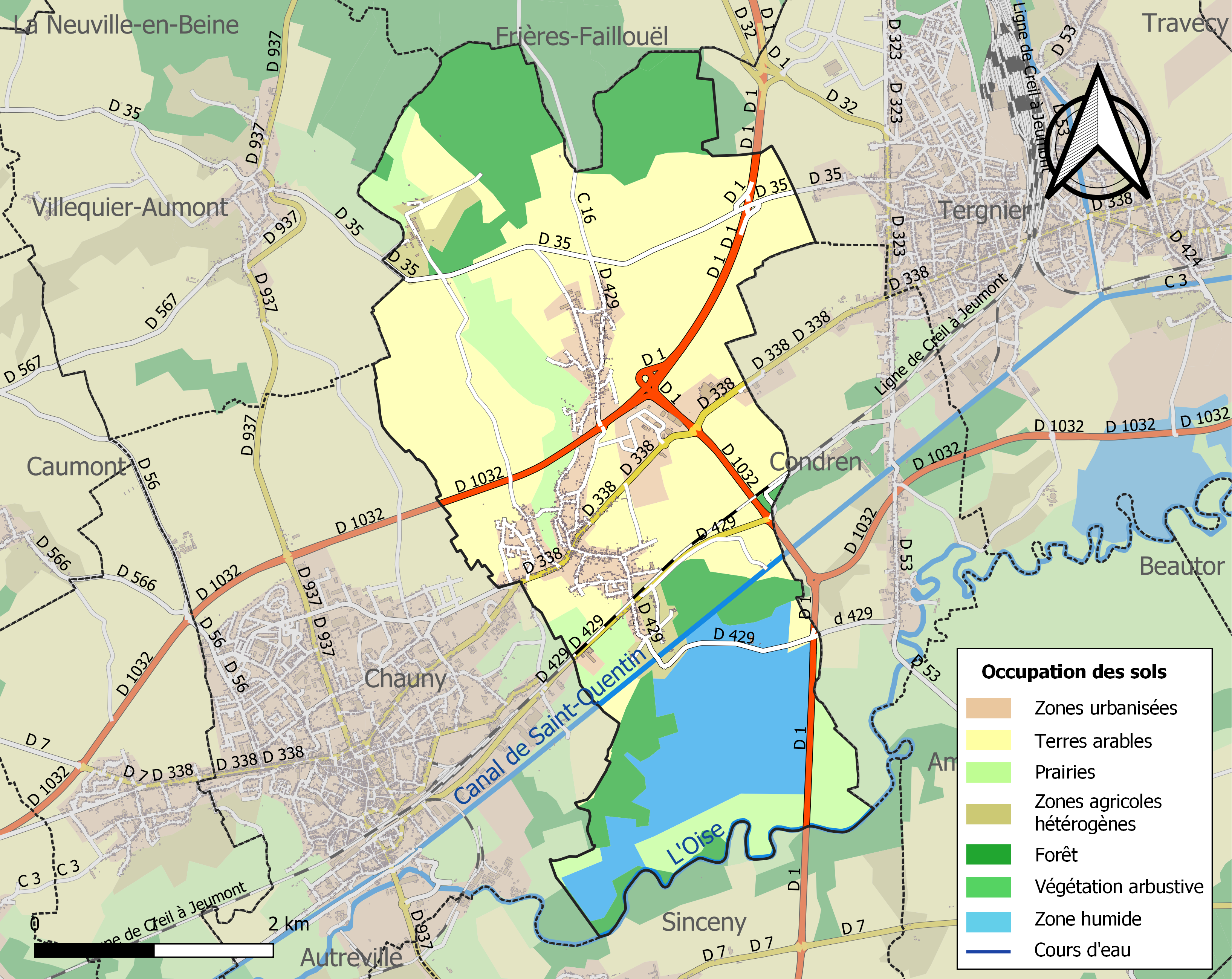
Carte de l'occupation des sols de la commune en 2018 (CLC).

## Toponymie
Le nom de la localité est attesté sous les formes Viriacum (1115) ; Viri (1186) ; Viriacum-in-Viromandia (1291) ; Vyriacum-in-Viromandia (1332) ; Viry-en-Vermandois (1411) ; Viry-Noreuil (1709).
Noureuil, ancien hameau de la commune, est attesté sous les formes Noeruel (1173) ; Noureuil-les-Viry (1455) ; Noreuil (1495) ; Noureulx (1626) ; Noureul (1635) ; Noureuille (1694).

De l'oïl noeroie « lieu planté de noyers » et du suffixe diminutif -euil (latin -eolum) « petite noyeraie ».

## Histoire
La ferme de Rouez (hameau et sucrerie), attesté sous les formes Rowez (1173) ; Roez (1378) ; Roué (1655) ; Cense de Rouée en 1690, est donnée par Charles Brûlart de Genlis le 30 mars 1734, avec terres, près et bois appartenances et dépendances, moyennant 100 livres de surcens annuel, ainsi que La Montjoie, donnée également à surcens à l'abbaye Sainte-Élisabeth de Genlis

## Politique et administration

### Découpage territorial
La commune de Viry-Noureuil est membre de la communauté d'agglomération Chauny-Tergnier-La Fère, un établissement public de coopération intercommunale (EPCI) à fiscalité propre créé le 1er janvier 2017 dont le siège est à Chauny. Ce dernier est par ailleurs membre d'autres groupements intercommunaux.
Sur le plan administratif, elle est rattachée à l'arrondissement de Laon, au département de l'Aisne et à la région Hauts-de-France. Sur le plan électoral, elle dépend du  canton de Chauny pour l'élection des conseillers départementaux, depuis le redécoupage cantonal de 2014 entré en vigueur en 2015, et de la quatrième circonscription de l'Aisne  pour les élections législatives, depuis le dernier découpage électoral de 2010.

### Administration municipale
| Période                                  | Période                   | Identité              | Étiquette | Qualité                                  |
| ---------------------------------------- | ------------------------- | --------------------- | --------- | ---------------------------------------- |
| Les données manquantes sont à compléter. |                           |                       |           |                                          |
| 1848                                     |                           | Michel Éloi Rousseau  |           |                                          |
| 1870                                     | 1873                      | Aimé Joseph Ternynck  |           | Producteur de sucre                      |
| 1873                                     | octobre 1876              | Pierre Antoine Devaux |           |                                          |
| octobre 1876                             | après 1879                | François Jules Belloy |           |                                          |
| mars 2001                                | En cours (au 27 mai 2020) | Jean Farez            | DVD       | Retraité Réélu pour le mandat 2020-2026, |

## Démographie
L'évolution du nombre d'habitants est connue à travers les recensements de la population effectués dans la commune depuis 1793. Pour les communes de moins de 10 000 habitants, une enquête de recensement portant sur toute la population est réalisée tous les cinq ans, les populations de référence des années intermédiaires étant quant à elles estimées par interpolation ou extrapolation. Pour la commune, le premier recensement exhaustif entrant dans le cadre du nouveau dispositif a été réalisé en 2004.

En 2022, la commune comptait 1 682 habitants, en évolution de −0,47 % par rapport à 2016 (Aisne : −1,97 %, France hors Mayotte : +2,11 %).
| 1793 | 1800  | 1806  | 1821  | 1831  | 1836  | 1841  | 1846  | 1851  |
| ---- | ----- | ----- | ----- | ----- | ----- | ----- | ----- | ----- |
| 930  | 1 151 | 1 196 | 1 266 | 1 414 | 1 463 | 1 536 | 1 560 | 1 570 |

| 1856  | 1861  | 1866  | 1872  | 1876  | 1881  | 1886  | 1891  | 1896  |
| ----- | ----- | ----- | ----- | ----- | ----- | ----- | ----- | ----- |
| 1 555 | 1 600 | 1 607 | 1 607 | 1 621 | 1 525 | 1 560 | 1 512 | 1 476 |

| 1901  | 1906  | 1911  | 1921 | 1926  | 1931  | 1936  | 1946  | 1954  |
| ----- | ----- | ----- | ---- | ----- | ----- | ----- | ----- | ----- |
| 1 493 | 1 558 | 1 524 | 902  | 1 186 | 1 127 | 1 192 | 1 400 | 1 360 |

| 1962  | 1968  | 1975  | 1982  | 1990  | 1999  | 2004  | 2006  | 2009  |
| ----- | ----- | ----- | ----- | ----- | ----- | ----- | ----- | ----- |
| 1 341 | 1 379 | 1 441 | 1 674 | 1 839 | 1 843 | 1 948 | 1 952 | 1 846 |

| 2014  | 2019  | 2022  | - | - | - | - | - | - |
| ----- | ----- | ----- | - | - | - | - | - | - |
| 1 738 | 1 688 | 1 682 | - | - | - | - | - | - |

## Culture locale et patrimoine

### Lieux et monuments
- Église Saint-Martin.
- Monument aux morts.
- Cimetière militaire allemand de Viry-Noureuil de la guerre 1914-1918, où reposent 1 613 soldats allemands.

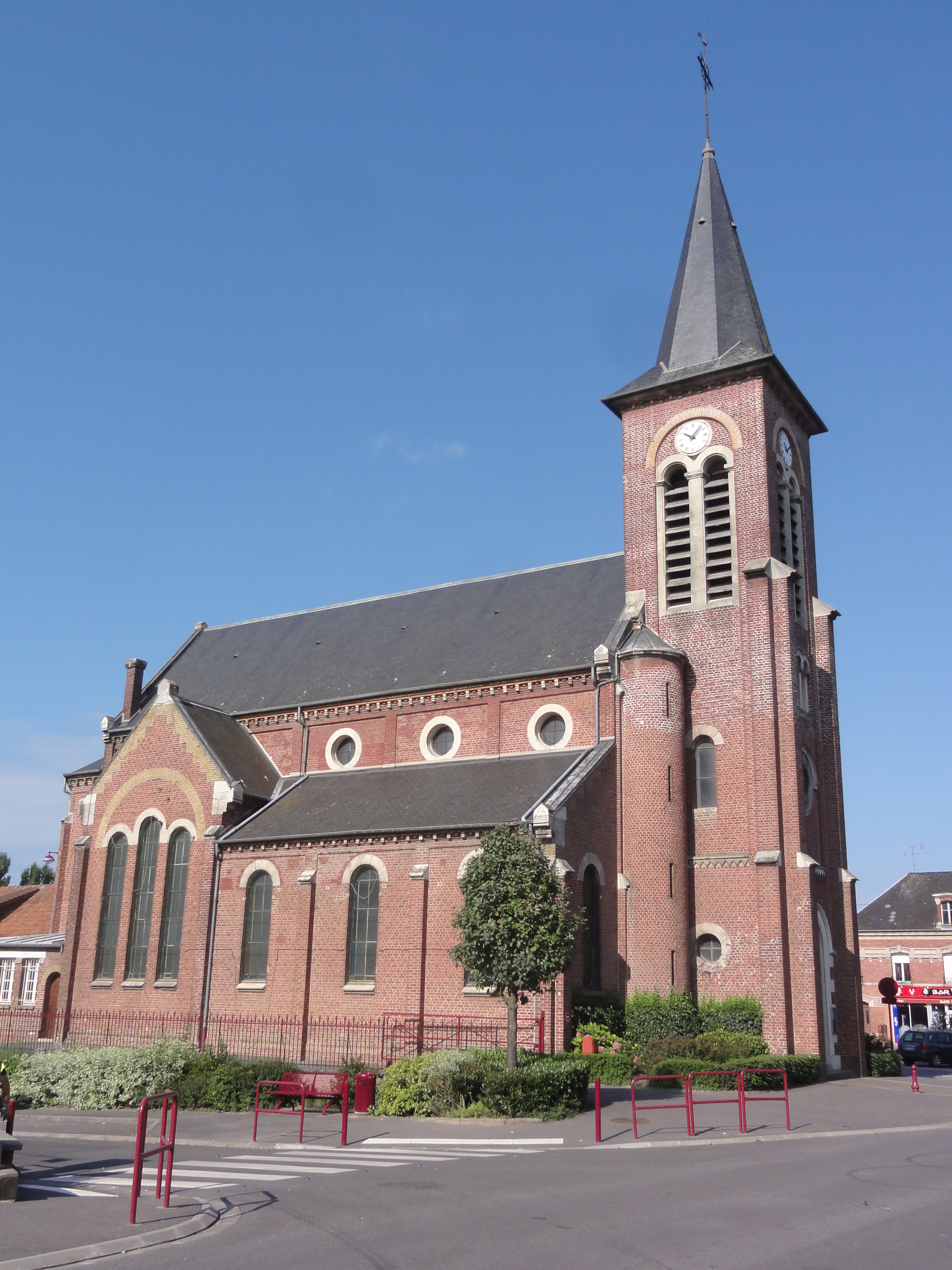
L'église Saint-Martin.
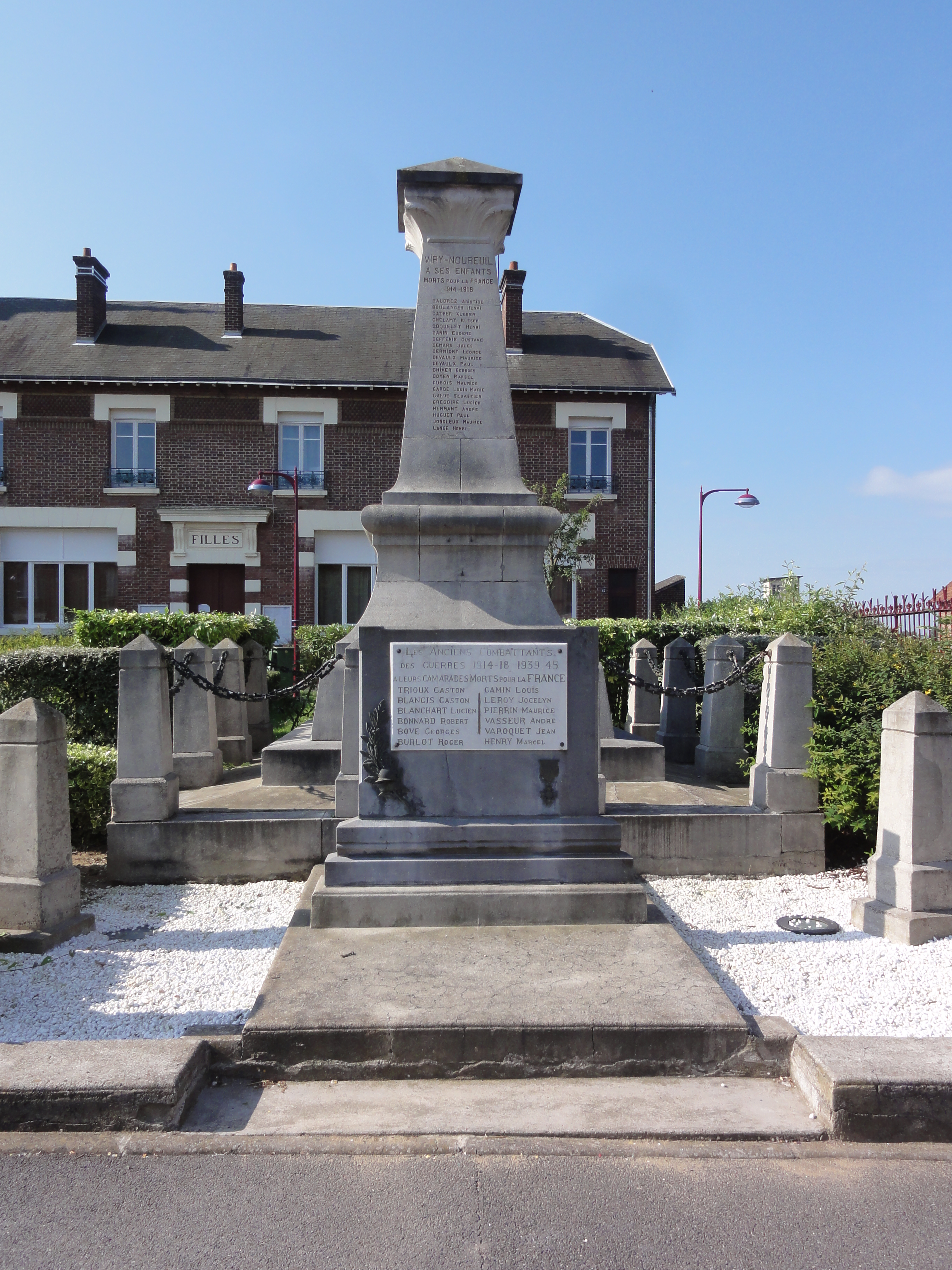
Monument aux morts.
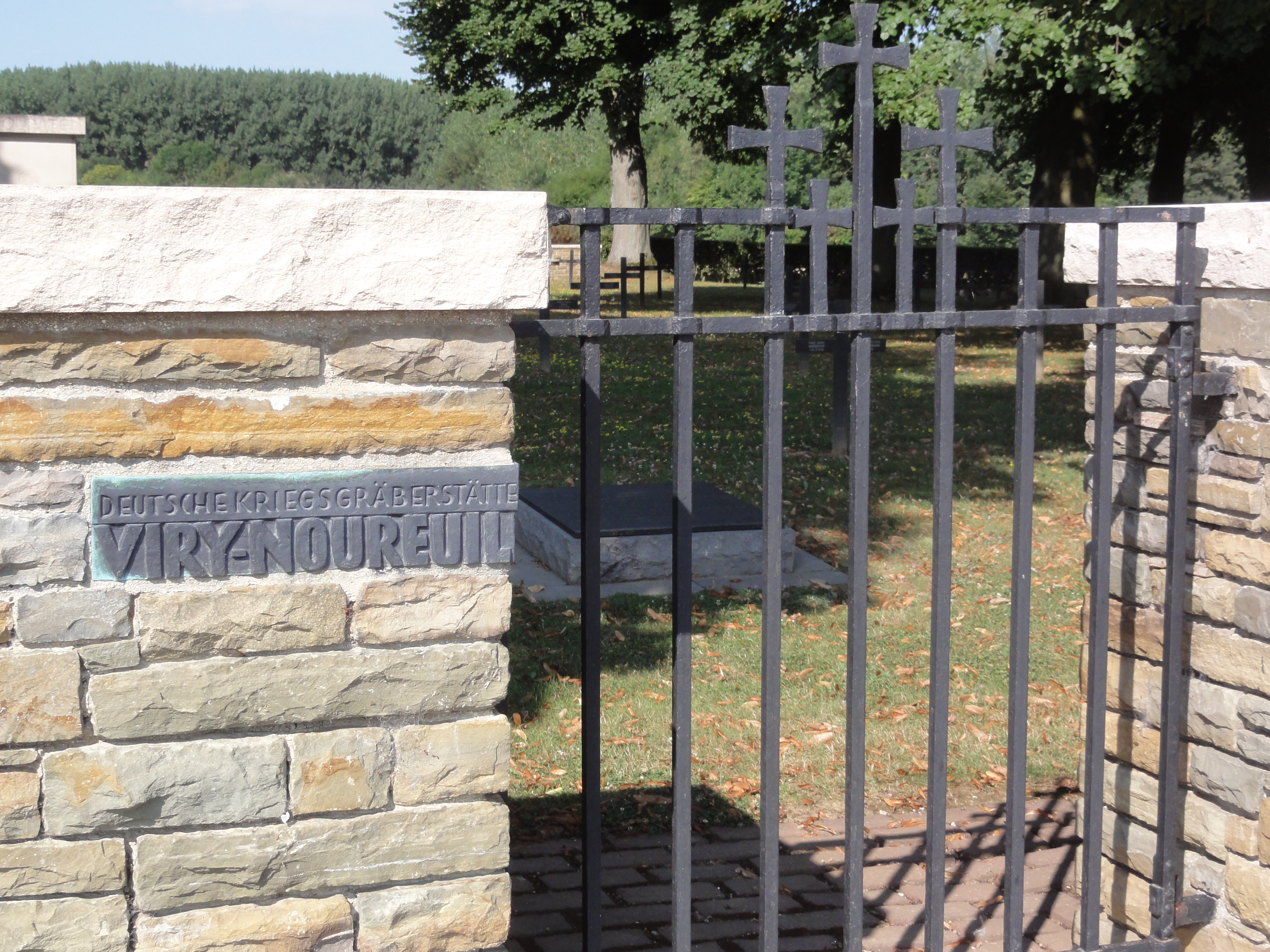
Deutsche kriegsgräberstätte Viry-Noureuil, entrée.
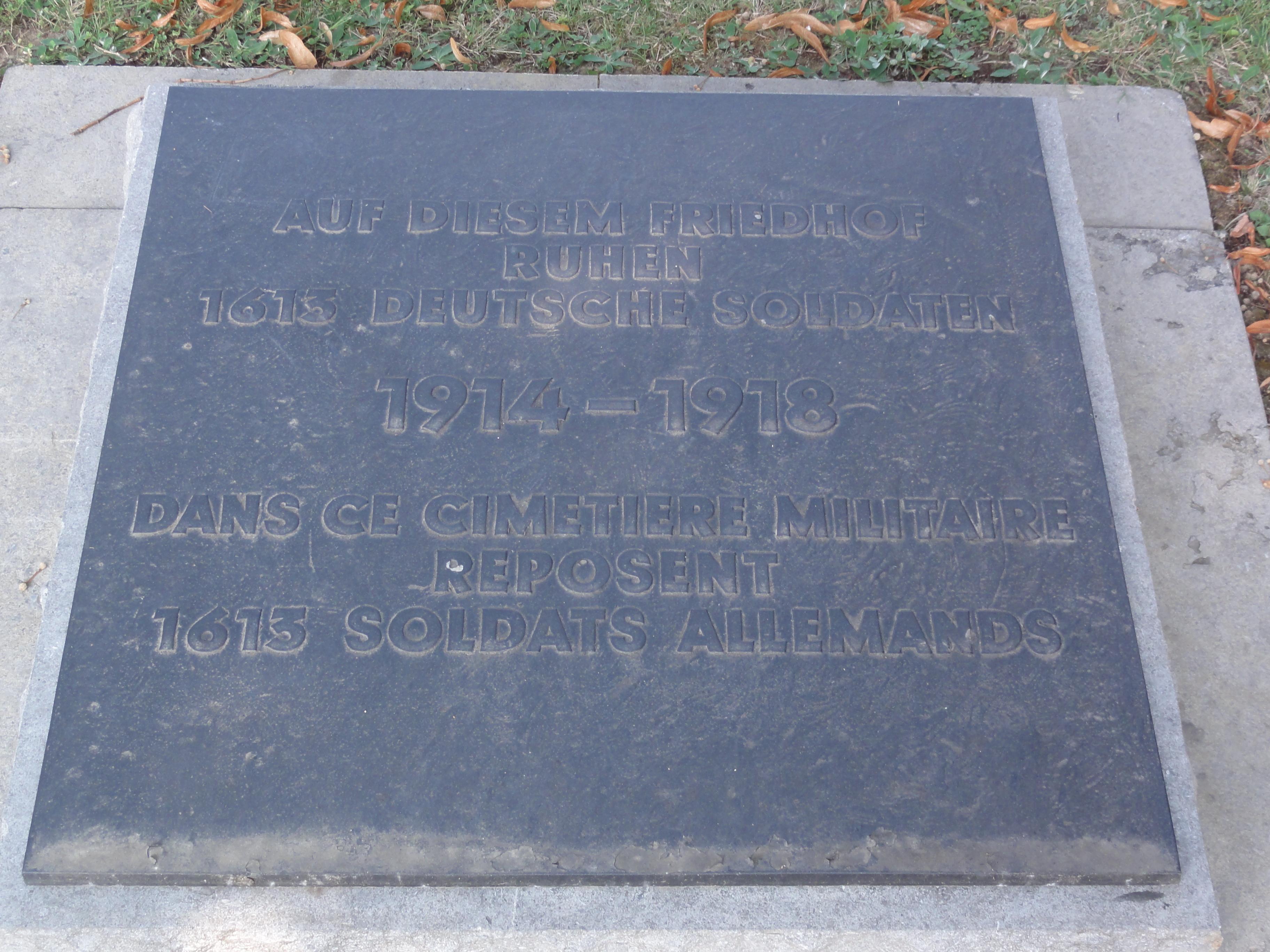
Deutsche kriegsgräberstätte Viry-Noureuil, monument-plaque.

### Personnalités liées à la commune
- Laurent Dauthuille (1924-1971), boxeur et catcheur, y est né.
- Bohdan Litnianski (1913-2005), maçon et artiste, créateur du « jardins des merveilles » situé dans la commune.

### Héraldique
| Blason de Viry-Noureuil | Blason  | D'argent à la bande de sable chargée de cinq coquilles d'or, accompagnée en chef d'une charrue et en pointe d'un coquillage, le tout de sable. |
| Blason de Viry-Noureuil | Détails | Blason officiel. |